# Thorectes baraudi
Thorectes baraudi is een keversoort uit de familie mesttorren (Geotrupidae). De wetenschappelijke naam van de soort werd in 1981 gepubliceerd door Lopez-Colon.